# Reinhard Rack

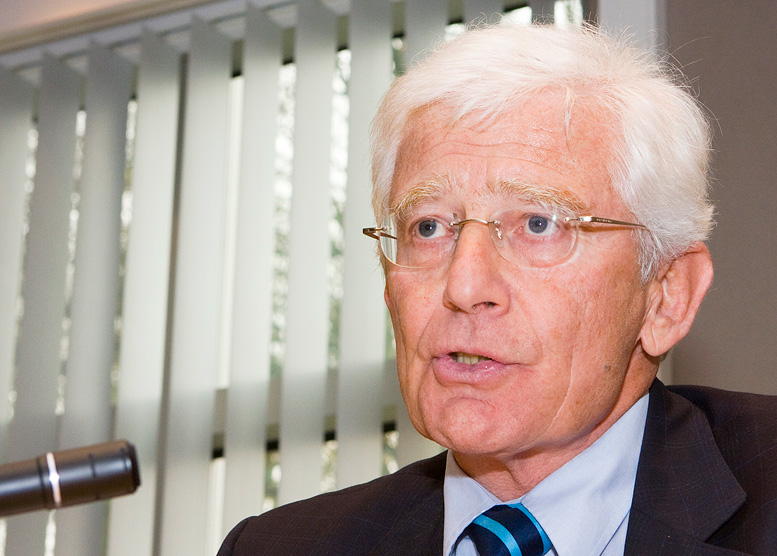
Reinhard Rack, Brüssel 2008

Reinhard Rack (* 7. August 1945 in Leoben) ist ein österreichischer Politiker (ÖVP) und ehemaliges Mitglied des Europäischen Parlaments.
Nach dem Studium der Rechtswissenschaften sowie Dolmetscherstudium an der Universität Graz, erfolgte die Habilitation im Jahre 1976 und seit 1980 ist er Universitätsprofessor für Verfassungs-, Verwaltungs- und Europarecht.
Von 1994 bis 1995 war Rack Abgeordneter zum Nationalrat, von 1995 bis 2009 war er Mitglied des Europäischen Parlaments.
Er war Mitglied des Österreich-Konvents und des EU-Konvents.
Seit 1969 ist er mit Frau Gerhild verheiratet und hat zwei Söhne.